# William Brewster (ornitolog)
William Brewster, född 5 juli 1851, död 11 juli 1919, var en amerikansk ornitolog. Han var med och grundade American Ornithologists' Union (AOU) och var en tidiga naturvetare och miljövårdare.

## Biografi

### Barn- och ungdom
William Brewster föddes den 5 juli 1851 i South Reading (numera Wakefield, Massachusetts, som den yngsta av fyra barn. Hans far var John Brewster, en framgångsrik Bostonbankir, och Rebecca Parker (Noyes). Paret bosatte sig i Cambridge, Massachusetts 1845. Brewsters syster och äldre bröder dog redan som barn vilket inspirerande Henry Wadsworth Longfellow, som var nära granne med familjen, att skriva dikten The Open Window.
Brewster gick på Cambridge public schools, Washington Grammar School och Cambridge High School, och tog en förberedande kurs för att komma in på Harvard. Han led av synproblem och kunde ofta inte läsa eller studera, ibland i längre perioder. Under sista året på gymnasiet kunde han inte läsa varför hans mamma läste  läxorna för honom. His vision problems prevented him from entering Harvard.

### Tidiga fågelstudier
Vid ungefär 10 års ålder blev Brewster nära vänner med Daniel French, som var i hans ålder. Frans far var jägare och hobbytaxidermist, som visade sin hobby i montrar i sitt hem. Brewsters far gav Brewster en pistol och lärde honom att skjuta, vilket gjorde att han kunde samla in fåglar för att studera. Under 1800-talet var jakt det vanliga sättet att studera fåglar. Kikare blev inte allmänt tillgängligt förrän i början av 1900-talet. I sin bok Birds of the Cambridge Region, skrev Brewster, "den 1 januari 1862, kom min vän Mr. Daniel C. French till vårt hus för att ge mig min första lektion i taxidermi, en konst som vid den här tiden bara var känd hos ett litet antal professionella uppstoppare." Kring 1865 hade Brewster flera montrar  med monterade fåglar och en samling av bon och ägg. Några år senare lärde han sig att skinnlägga fåglar och slutade att montera fåglar.
Brewster gjorde redan vid den här tiden detaljerade noteringar över sina observationer vilket han fortsatte att göra resten av livet. För att uppmuntra sonen visade hans far honom John Audubons fem volymer stora verk Ornithological Biography.

### Karriär och gärningar
1880 blev han assistent ansvarig för insamlingen av fåglar och däggdjur vid Boston Society of Natural History och 1885 intendent för däggdjur och fåglar på Museum of Comparative Zoology vid Harvard University, där han verkade fram till sin död. 1887 lämnade han sin position vid Boston Society of Natural History och från år 1900 arbetade han enbart med fåglar. Han ägna också mycket tid åt sitt eget privata ornitologiska museum.

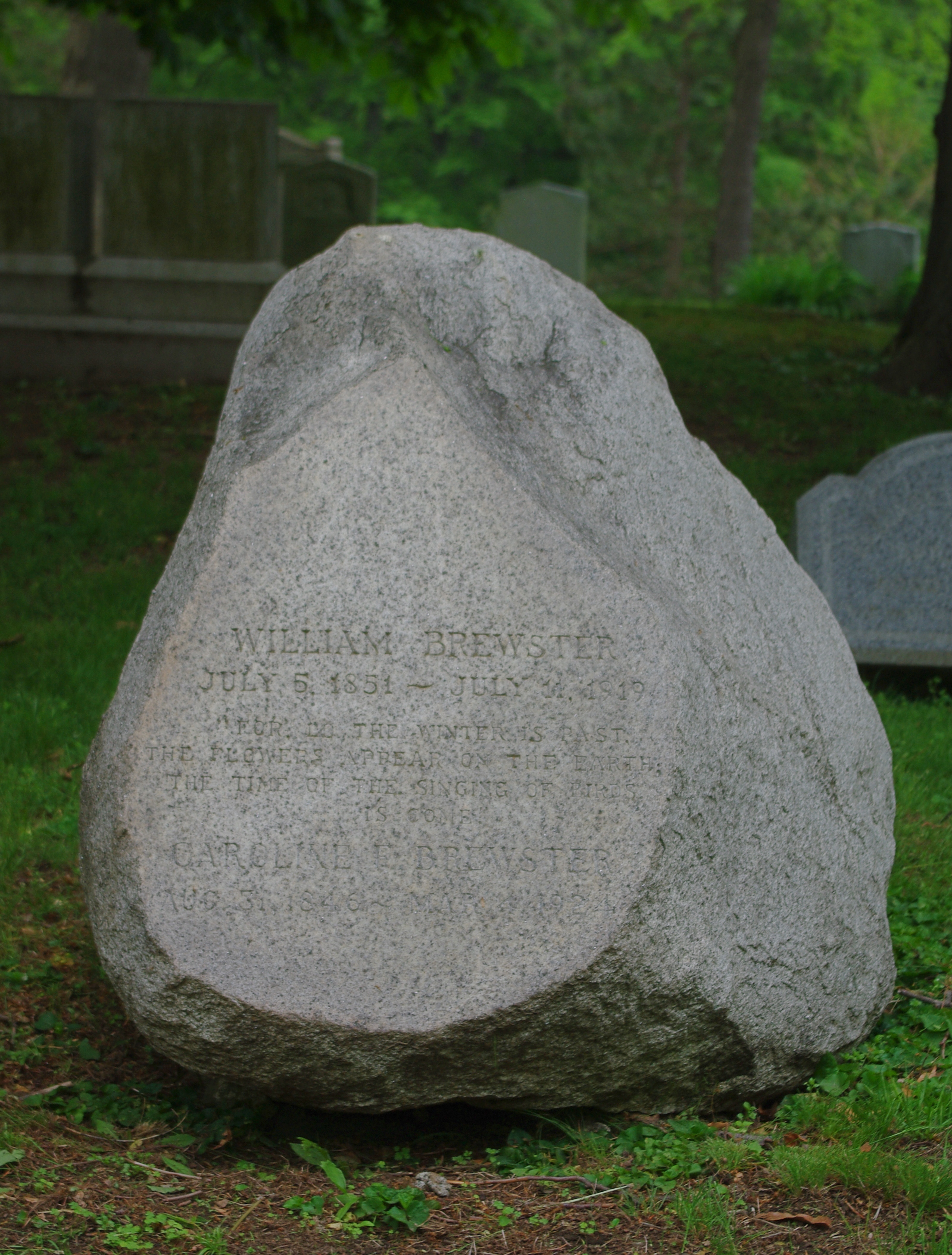
William Brewsters gravsten på Mount Auburn Cemetery.

Brewster var medlem av American Association for Advancement of Science och blev 1876 ordförande för Nuttall Ornithological Club i Cambridge,, som han var med och grundade 1873.
Tillsammans med Elliott Coues och Joel Asaph Allen grundade han 1883 American Ornithologists' Union (AOU). and served as its president from 1895 to 1898.
Brewster dog 11 juli 1919 och är begravd på Mount Auburn Cemetery, i Cambridge, väster om Boston, Massachusetts.

## Arkivmaterial
Vid Ernst Mayr Library på Museum of Comparative Zoology vid Harvard University finns arkivet över Brewster med hans tidskrifter, dagböcker, fältanteckningar, korrespondens och fotografier. Mycket av detta material har digitaliserats och är tillgängligt via Biodiversity Heritage Library.

## William Brewster Memorial Award
För att hedra Brewster, instiftade AOU priset William Brewster Memorial Award som delas ut till författare och medförfattare till viktiga publikationer om fåglar på västra halvklotet, och som delats ut sedan 1921.

## Originalcitat
1. ↑  "On January 1, 1862, my friend Mr. Daniel C. French called at our house to give me my first lesson in taxidermy, an art known in those days to but very few persons save the professional bird stuffers."